# 2004年アテネオリンピックのニュージーランド選手団
2004年アテネオリンピックのニュージーランド選手団（2004ねんアテネオリンピックのニュージーランドせんしゅだん）は、2004年8月13日から8月29日にかけてギリシャの首都アテネで開催された2004年アテネオリンピックのニュージーランド選手団、およびその競技結果。

## 概要
今大会は金メダル3個、銀メダル2個、合計5個のメダルを獲得した。

## メダル
| メダル | 選手名                                                                      | 競技           | 種目                        | 獲得した日付 |
| ------ | --------------------------------------------------------------------------- | -------------- | --------------------------- | ------------ |
| 金     | サラ・アルマー                                                              | 自転車         | 女子個人追抜き              | 8月22日      |
| 金     | キャロライン・エヴァース・スウィンデル ジョージナ・エヴァース・スウィンデル | ボート         | 女子ダブルスカス            | 8月21日      |
| 金     | ハミシュ・カーター                                                          | トライアスロン | 男子トライアスロン          | 8月26日      |
| 銀     | ビーヴァン・ドチャティ                                                      | トライアスロン | 男子トライアスロン          | 8月26日      |
| 銀     | ベン・フーイ                                                                | カヌー         | スプリント男子K1人乗り1000m | 8月27日      |